# Gens Flavia
De Gens Flavia (Latijn: blond) was een rijk gens, dat tot de patriciërs gerekend werd. De Flavii brachten uiteindelijk drie keizers voort: Vespasianus, Titus en Domitianus. De mannen kregen de naam Flavius, de vrouwen Flavia. Domitianus liet tijdens zijn bewind een tempel van de gens Flavia bouwen op de Quirinaal heuvel in Rome.
Na het einde van de Flavische dynastie werd Flavius een populaire naam onder de edelen.